# Unclejackia
Unclejackia là một chi rêu trong họ Brachytheciaceae.